# 黄宁婴
黄宁婴（1915年—1979年），原名黄炳辉，笔名伊仲、萧衣、萧雯，男，广东台山人，中国诗人、戏剧家。